# Åbyskov
Åbyskov är en tätort i Svendborgs kommun i Region Syddanmark i Danmark. Tätorten har 270 invånare (2024). Den ligger på Fyn, cirka 8 kilometer öster om Svendborg.